# Великий метеор 1860 року
Великий метеор 1860 року пролетів 20 липня 1860 року над територією США. У 2010 році, через 150 років, було визначено, що ця метеорна процесія була породжена дотичним метеором, тобто таким, який зайшов у земну атмосферу, а потім вийшов з неї.
Американський художник-пейзажист Фредерік Черч побачив і намалював вражаючу низку болідів на вечірньому небі Кетскілла, надзвичайно рідкісну процесію дотичних метеорів. Вважається, що ця подія згадується у вірші Волта Вітмена «Рік метеорів, 1859-60».